# Негассо Гидада
Негассо Гидада Солон (англ. Negasso Gidada Solon; 3 сентября 1943, Дэмби-Доло, Эфиопия — 27 апреля 2019) — 1-й президент Федеративной Демократической Республики Эфиопия с момента установления парламентской республики 22 августа 1995 по 8 октября 2001 года.
Был избран президентом после того, как президент Мелес Зенауи при установлении парламентской республики занял пост премьер-министра. В 2001 году его сменил Гирме Вольде-Гиоргис. До этого занимал пост министра информации. В 2005 году Гидада был избран депутатом парламента как независимый кандидат, читал лекции по истории в университете Аддис-Абебы. В 2008 году был среди учредителей новой оппозиционной коалиции Форум демократического диалога (Медрек). По вероисповеданию протестант.
Умер 27 апреля 2019 года в возрасте 75 лет в Германии из-за проблем со здоровьем.